# Libočany
Libočany – miejscowość i gmina (obec) w Czechach, w kraju usteckim, w powiecie Louny. W 2022 roku liczyła 533 mieszkańców.
W miejscowości jest przystanek kolejowy Libočany.